# Aspalathus argyrella
Aspalathus argyrella là một loài thực vật có hoa trong họ Đậu. Loài này được MacOwan miêu tả khoa học đầu tiên.